# Sóskút
Sóskút là một thị trấn thuộc hạt Pest, Hungary. Thị trấn này có diện tích 27,67 km², dân số năm 2010 là 3173 người, mật độ 115 người/km².